# Ајрон Риџ (Висконсин)
Ајрон Риџ (енгл. Iron Ridge) град је у америчкој савезној држави Висконсин.

## Демографија
По попису из 2010. године број становника је 929, што је 69 (-6,9%) становника мање него 2000. године.
| Група             | 2000.       | 2010.       |
| Белци             | 983 (98,5%) | 888 (95,6%) |
| Афроамериканци    | 0 (0,0%)    | 5 (0,5%)    |
| Азијати           | 0 (0,0%)    | 1 (0,1%)    |
| Хиспаноамериканци | 10 (1,0%)   | 29 (3,1%)   |
| Укупно            | 998         | 929         |